# Darreh-ye Qāsemlū
Darreh-ye Qāsemlū (persiska: درّه قاسملو) är en dal i Iran.   Den ligger i provinsen Västazarbaijan, i den nordvästra delen av landet, 600 km väster om huvudstaden Teheran.